# Гисланцони, Альберто
Альберто Гисланцони (итал. Alberto Ghislanzoni; 28 декабря 1892, Рим — 28 ноября 1984, Рим) — итальянский композитор и музыковед.
Окончил отделение права Римского университета (1914), одновременно учился музыке в Лицее Святой Цецилии, в том числе у Риккардо Скоцци (гобой), Джакомо Сетаччоли и Бернардино Молинари (гармония и композиция). С началом Первой мировой войны записался в итальянскую армию добровольцем, дослужившись в итоге до капитана пехоты. По окончании войны вернулся в Римский университет и в 1921 году получил диплом также по философии и литературе. Занимался также музыковедением, написал оставшуюся неизданной книгу «Клаудио Монтеверди и его сочинения» (итал. Claudio Monteverdi e la sua opera).
Ранние успехи Гисланцони-композитора были связаны с «Опереточным триптихом» (итал. Trittico operettistico; 1925) и лирической драмой «Антигона» (1929, на собственное либретто), выдержавшими ряд постановок в различных городах Италии и за её пределами. За ними последовал ещё ряд сценических работ, из которых наибольшей популярности достигли опера «Король Лир» (1937, по одноимённой трагедии Шекспира, премьерой дирижировал Туллио Серафин) и балет «Аладдин и его волшебная лампа» (итал. Aladino e la sua lampada meravigliosa; 1938), поставленный в Португалии, Венгрии и Египте. Наряду с этим на протяжении 1920-40-х гг. Гисланцони сочинил ряд симфонических, камерных и вокальных произведений, а также музыку к нескольким кинофильмам. Одновременно он опубликовал книгу «Театр и фашизм» (итал. Teatro e fascismo; 1929), исследование по истории оперы (итал. Il problema dell'opera; 1934), много публиковался как музыкальный критик.
После Второй мировой войны занимался, главным образом, музыковедением, в том числе вопросами полифонии, итоговые работы — монографии «История фуги» (итал. Storia della fuga; 1952) и пособие «Искусство и техника фуги» (итал. Arte e tecnica della fuga; 1953). Опубликовал также биографии Гаспаре Спонтини (1951) и Луиджи Росси (1953). С 1957 г. главный редактор журнала Musicisti. В 1960-е гг. возглавлял в Риме Организацию по развитию музыкального искусства, занимавшуюся поддержкой концертной деятельности, и одновременно руководил музыкальным лицеем в Асколи-Пичено. В 1973—1983 гг. президент Центра педагогических и социальных исследований в Риме.